# Архелай (философ)
Архелай (др.-греч. Ἀρχέλαος; V в. до н. э.) — древнегреческий натурфилософ, ученик Анаксагора, предположительно, учитель Сократа. Учение Архелая совмещало философию Анаксагора о космическом Разуме «Нусе» и Анаксимена о сотворении космоса благодаря сгущению и разрежению первоначал. Утверждения об относительности «добра» и «зла» сближают Архелая с софистами. В контексте выделения в древнегреческой философии двух начал — ионийской школы Фалеса и мистического учения Пифагора, Архелаю отведена роль последнего представителя ионийской школы натурфилософии. Ученик Архелая Сократ, а затем его последователи «сократики», «спустили философию с небес на землю» и начали изучать внутренний мир человека.

## Биография
Информация о жизни Архелая крайне скудна. Жизнеописание этого философа Диогеном Лаэртским начинается фразой: «Архелай, сын Аполлодора (а по мнению некоторых, Мидона), из Афин или из Милета, ученик Анаксагора, учитель Сократа». Она создаёт впечатление об отсутствии в античных источниках единого мнения о родителях и происхождении философа. В научной литературе присутствует скептицизм относительно личности и вклада Архелая в развитие мировой философии. Высказывались мнения, что философа Архелая в действительности не было, а если таковой и существовал, то к Сократу он не имел никакого отношения. По мнению Э. Целлера Аристоксен связал Архелая с Сократом, чтобы обеспечить сократической философии преемственность с ионийской школой натурфилософии. Данное мнение в научной литературе не стало общепринятым. Связь между Сократом и Архелаем если и не доказана, то возможна.
Предположительно Архелай родился в Афинах около 485 года до н. э. Версия о милетском происхождении, по всей видимости, появилась для согласования места рождения философа с родиной натурфилософии, которую Архелай «перенёс из Ионии в Афины». В древнегреческих источниках Архелай получил прозвище «Физика». Одновременно его называли учеником Анаксагора. Этот философ переехал в Афины из ионийского города Клазомены, где стал учителем и одним из ближайших советников Перикла. В свою очередь, согласно некоторым источникам, Архелай стал учителем Сократа. Аристоксен даже назвал последнего любовником Архелая. Согласно Иону Хиосскому, Сократ с Архелаем совершили путешествие на Самос. О цели поездки он ничего не сообщает.
Архелай принадлежал к кругу учёных, философов и деятелей искусства, который сформировался вокруг знаменитого государственного и военного деятеля Древних Афин Кимона. Согласно Плутарху, со ссылкой на Панетия, после смерти жены Кимона Исодики Архелай написал в её честь несколько элегий.

## Учение
Космология Архелая в целом повторяла учение Анаксагора. Вселенная возникла из первичной смеси различных первоначал «гомеомерий». Первичный разум «Нус» (др.-греч. νοῦς) привёл их в движение. Во время движения первичная смесь разделилась на горячее и холодное, при этом горячее находится в движении, а холодное — в покое. Таким образом в учении Архелая «тепло» представляет активное, а «холод» пассивное начало, которое «всё связывает». Горячий огонь располагается во внешних кругах космоса. В результате «таяния» холода возникает вода, которая стекает к центру. Из испарений воды происходит воздух, а из осадков земля. Наиболее холодная земля, по сравнению с космосом, ничтожно мала и расположена в центре. Согласно одним античным источникам Архелай считал Землю вогнутой, другим — выпуклым холмом. По всей видимости Архелай также, кроме космологии, уделял много внимания метеорологии.
Жизнь, согласно Архелаю, возникла из влажной земли, после того, как с неё под воздействием Солнца ушла вода. Вначале животные питались илом, а впоследствии научились размножаться. В отличие от учения Анаксагора, Архелай считал, что «Разум» в той или иной степени присущ всем живым существам. Архелай придавал «Разуму» материальную составляющую. Согласно современным представлениям Архелай одним из первых выдвинул идею развития человеческой цивилизации. Люди, которые появились вместе с другими животными, встали на путь создания ремесел и городов, что предполагало учреждение законов и органов власти. Согласно одной из гипотез, фрагмент «Исторической библиотеки» Диодора Сицилийского о возникновении человеческой цивилизации основан на трудах Архелая.
«Этическая часть» философии Архелая состояла в отрицании «зла» и «добра», «справедливого» и «безобразного». Архелай считал, что этих понятий в природе не существует. Эти категории были придуманы человеком и зафиксированы в законах. Данные утверждения сближают философию Архелая с софистикой.

## Сочинения
Ни одного из сочинений Архелая не сохранилось. Информация о его трудах содержится в книгах других античных авторов. Согласно византийской энциклопедии «Суда» X века Архелай был автором трактата «О природе» (др.-греч. Φυσιολογία), Плутарху — ряда элегий. Согласно поздней средневековой традиции, он был автором поэмы в ямбических стихах «О священном искусстве».
Фрагменты из античных сочинений, в которых упоминается Архелай, впервые были собраны Г. Дильсом в монографии «Die Fragmente der Vorsokratiker» («Фрагменты досократиков»). Последующие издания были осуществлены учеником Г. Дильса В. Кранцем и Э. Целлером. На русском языке «Фрагменты досократиков» с текстами о жизни и учении Архелая были изданы под редакцией А. О. Маковельского в 1919 году и А. В. Лебедева в 1989 году.

## Философская преемственность
Античная традиция видела в многогранной древнегреческой философии два начала. Одно было представлено учениками Пифагора, другое — Фалеса. Учеником родоначальника ионийской школы натурфилософии Фалеса был Анаксимандр, который обучил Анаксимена. Их труды повлияли на философию Анаксагора. Учеником последнего стал Архелай. Он, по мнению современников, сблизил философию Анаксагора и Анаксимена. Учение о космическом Разуме «Нусе» и гомеомериях Анаксагора было соединено с принципами сгущения и разрежения Анаксимена в единую концепцию возникновения космоса из хаоса. Ученик Архелая Сократ совершил своего рода революцию — «спустил философию с неба на землю». Он, в отличие от предшественников, чьи поиски ограничивались изучением естественных явлений, проблемами сотворения мира и всего сущего, начал исследовать этические вопросы.
Архелаю в этой концепции отведена роль последнего философа ионийской школы, чьё натурфилософское учение является предтечей сократической философии, так как начинает изучать человеческую сущность. Архелай выступил посредником, «связующим звеном» между направлением мысли, направленной на поиск возникновения всего сущего — космологии и космогонии, и этической проблематикой. Сократ в молодости занимался натурфилософией, но впоследствии обратился к сугубо «человеческим» проблемам, тем самым положив начало «этической философии». Согласно Диогену Лаэртскому, на Архелае закончилась «физическая философия»